# 格林景天
格林景天（学名：Sedum gorisii）为景天科景天属下的一个种。

## 扩展阅读
- 維基物種上的相關：格林景天